# جون كول (لاعب كريكت)
جون كول (3 مارس 1933 في جنوب أفريقيا - 25 مايو 2014) (بالإنجليزية: John Cole)‏ هو لاعب كريكت جنوب أفريقي.

## وصلات خارجية
- جون كول على موقع إي آس بي آن كريك إنفو (الإنجليزية)